# Җ
La Җ, minuscolo җ, chiamata že discendente, è una lettera dell'alfabeto cirillico. Viene usata oggi nella versione tatara, calmucca, dungan e uigura del cirillico. Veniva usata anche in turkmeno, prima che questa lingua adottasse l'alfabeto latino. In calmucco rappresenta la consonante /ʤ/.
Il nome Unicode è: CYRILLIC CAPITAL LETTER ZHE WITH DESCENDER e CYRILLIC SMALL LETTER ZHE WITH DESCENDER.